# Manilaid
Manilaid (Manija) – estońska wyspa o powierzchni 1,9 km², położona w gminie Tõstamaa w prowincji Pärnu, około kilometr od stałego lądu. Zamieszkuje ją ok. 40 mieszkańców.
Do roku 1933 wyspa była niezamieszkana. Wykorzystywano ją wówczas jako łąkę właścicieli majątku Pootsi. Od lat 30. XX w. stopniowo zasiedlana, przeważnie przez wyspiarską ludność z Kihnu, tak że pokrótce jej populacja osiągnęła 150 osób. Jej mieszkańcy zajmowali się rybołówstwem (poławiali głównie węgorze i okonie) oraz rolnictwem (siano, hodowla bydła).
Podczas silnych sztormów Manilaid był często zalewany, co się przyczyniło do stopniowego wyludnienia wyspy. Zjawisko to nasiliło się podczas okupacji sowieckiej.
Do dziś mieszkańcy wyspy zachowali zwyczaje (ubiór, gwara) ich przodków z Kihnu. Na wyspę latem można dostać się łodzią z portu Munalaid, a zimą pieszo po lodzie.